# Kolumna maryjna

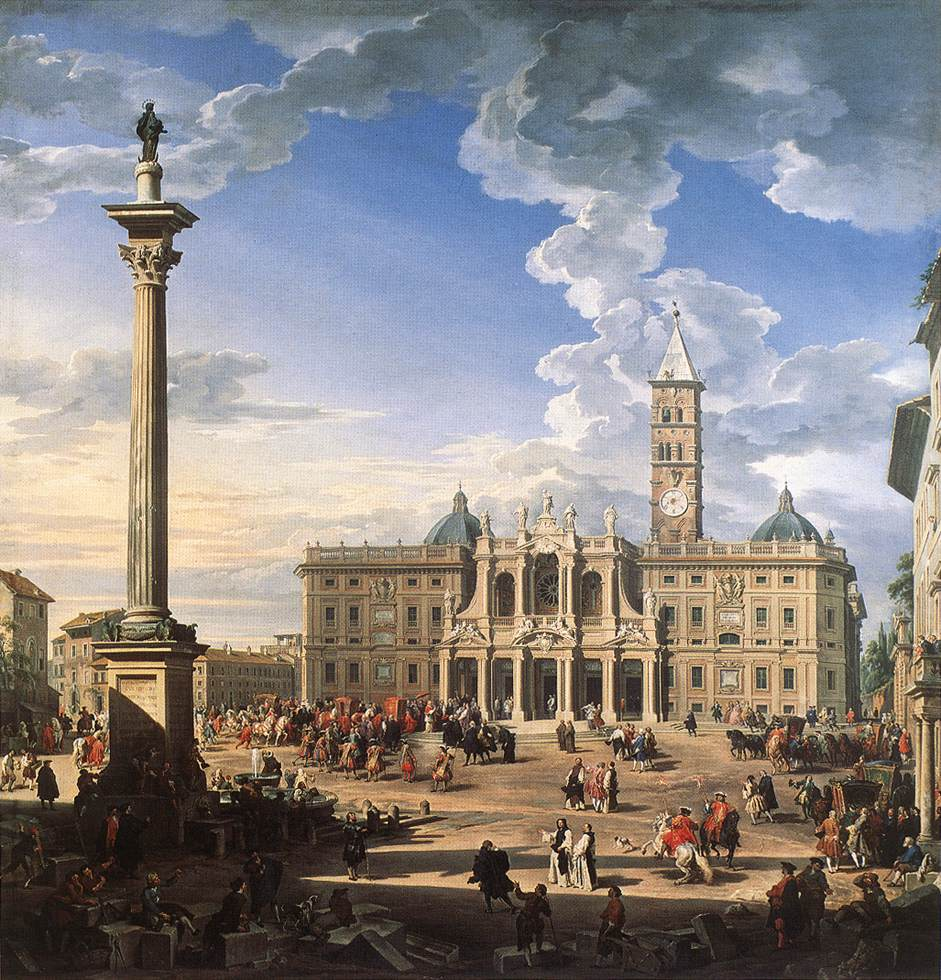
Kolumna maryjna na Piazza Santa Maria Maggiore w Rzymie

Kolumna maryjna, kolumna mariacka – kolumna, na której znajduje się figura Matki Boskiej, najczęściej barokowa, wzniesiona w okresie późnej kontrreformacji. Charakterystyczna dla krajów Monarchii Habsburgów (w tym Austria, Czechy, Śląsk) i Bawarii. Bardzo często fundowana jako wotum za ustąpienie zarazy (kolumna morowa).

## Polska
Górny Śląsk:
- Racibórz, rynek, 1725–1727[1]
- Głogówek, rynek 1677[2]
- Głubczyce, rynek, 1738[3]
- Prudnik, rynek, 1694[4]
- Krzanowice, rynek 1715[5]

Dolny Śląsk:
- Radków, rynek, 1680[6]
- Lewin Kłodzki, rynek, 1687[7]
- Wołów, przed zamkiem, 1733[8]
- Kłodzko, rynek, 1680[9]
- Lubiąż, plac klasztorny, 1670[10]
- Lubomierz, dolny rynek, 1730–1736[11]
- Nowa Ruda, plac Matejki z 1867[12]
- Nowa Ruda, z 1713 r., obecnie na terenie cmentarza w Nowej Rudzie[13].
- Osiek, nieopodal kościoła pw. Najświętszej Maryi Panny[14].
- Jelenia Góra,  kolumna Maryjna przed bazyliką pw. śś. Erazma i Pankracego

## Czechy
- Bečov nad Teplou
- Broumov
- Český Krumlov, rynek, 1712–1716
- Golčův Jeníkov
- Hradec Kralove
- Jabłonków, rynek, 1655[15]
- Kutná Hora, rynek, 1713-1715
- Nowy Jiczyn
- Odry
- Ołomuniec, dolny rynek, 1727
- Ostrawa, rynek, 1702
- Pardubice, rynek, 1698
- Podiebrady
- Slavonice
- Sokolov, stary rynek
- Šternberk, górny rynek, 1719
- Žacléř

## Słowacja
- Nitra, 1750
- Nowa Wieś Spiska, rynek, 1724
- Nowe Miasto nad Wagiem, 1696
- Preszów, rynek, 1751

## Austria
- Hainburg an der Donau, 1638
- Wernstein am Inn, 1645
- Wiedeń, plac Am Hof, 1664

## Niemcy
- Monachium – Marienplatz, 1638 oraz Pasinger Marienplatz, 1880
- Fichtelberg, – Kirchberg, 1680

Barokowa Kolumna maryjna 1680
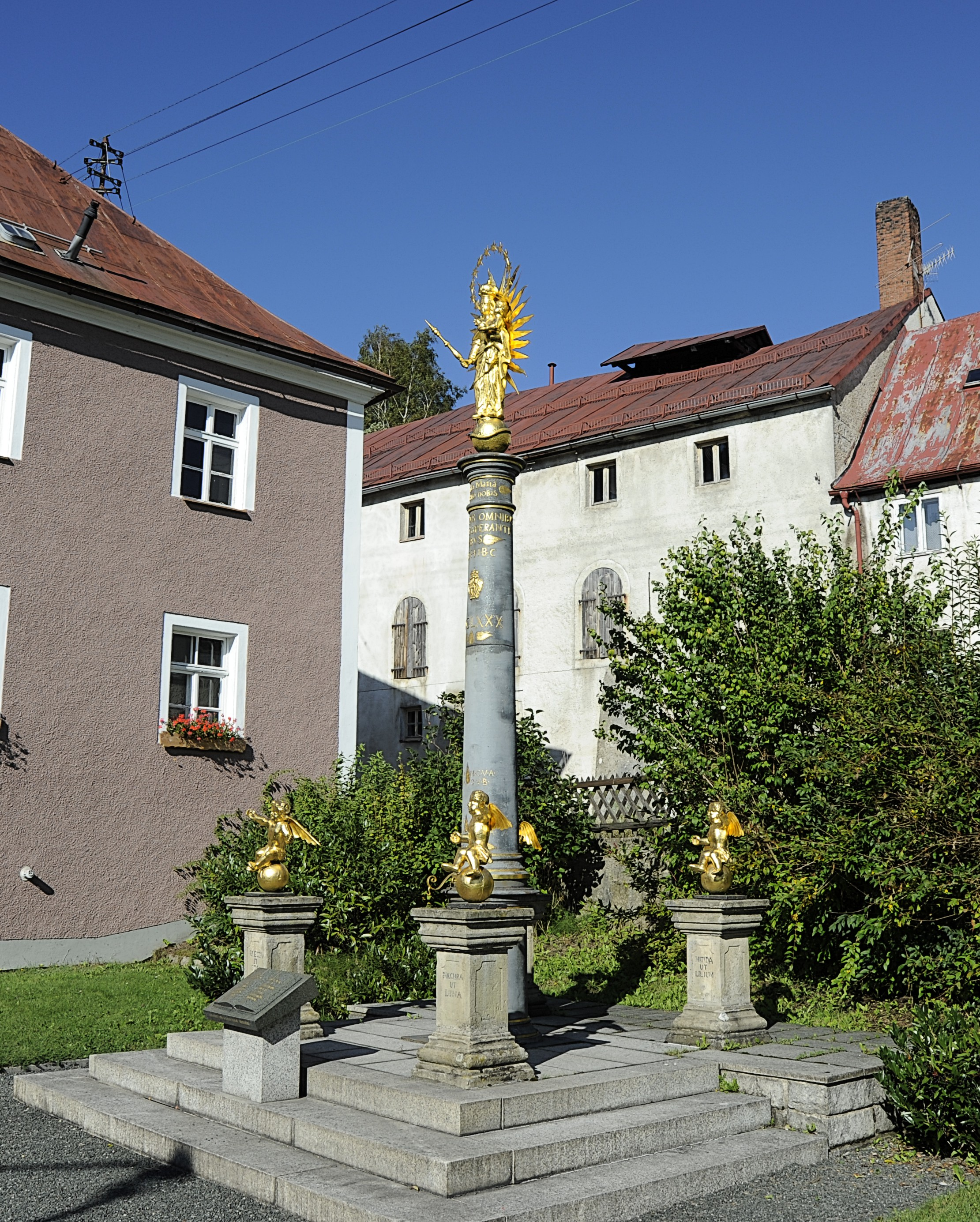
Z czterema Putto
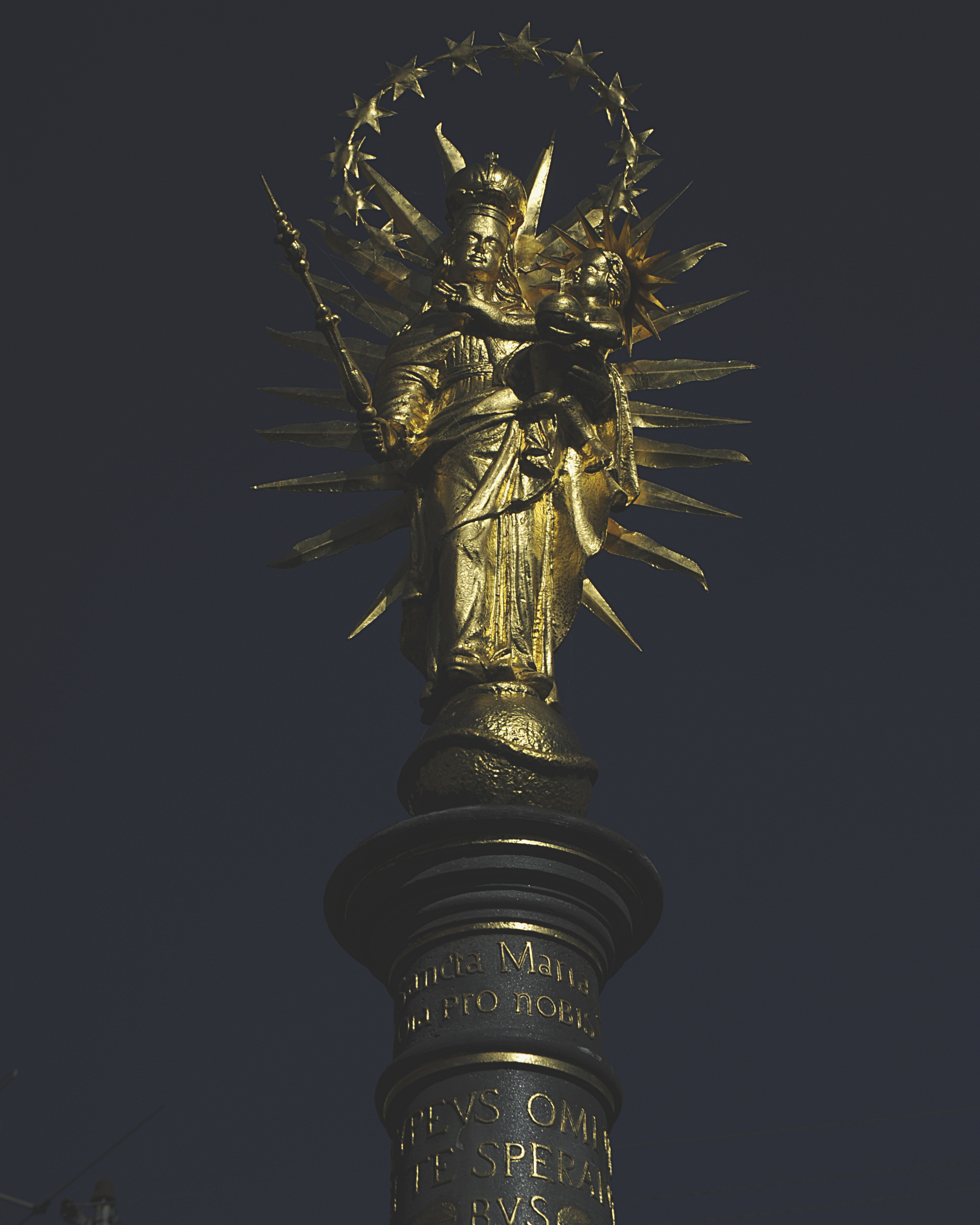
Matka Boża

- Freising, Marienplatz, 1674
- Ochsenhausen, dziedziniec przy opactwie, 1717